# Yitzhak Laor
 (août 2009).
Si vous disposez d'ouvrages ou d'articles de référence ou si vous connaissez des sites web de qualité traitant du thème abordé ici, merci de compléter l'article en donnant les références utiles à sa vérifiabilité et en les liant à la section « Notes et références ».
Yithak Laor, né en 1948, est romancier, poète et critique littéraire au quotidien israélien Haaretz. Il vit et travaille à Tel-Aviv.